# Absa Group
Die Absa Group (ehemals Barclays Africa Group Limited) ist ein südafrikanischer Finanzdienstleister, dessen Aktien an der Johannesburger Börse gehandelt werden. Das Unternehmen zählt zu den 40 größten Gesellschaften an der Johannesburger Börse und ist somit gleichzeitig Bestandteil des FTSE/JSE Top 40 Index. Das Kreditinstitut Absa Bank ist eine vollständige Tochter der Absa Group. Neben Südafrika betreibt Absa auch Geschäftsstellen in 12 weiteren Ländern des afrikanischen Kontinents.
Absa (ursprünglich: Amalgamated Banks of South Africa, deutsch: Verschmolzene Banken Südafrikas) entstand 1991 durch die Fusion der drei Banken United Bank (Südafrika), Allied Bank (Südafrika) und Volkskas Bank. Im Jahr 2005 übernahm die Barclays Bank 56,4 % der Anteile an Absa. Laut Barclays handelte es sich dabei um die größte jemals getätigte ausländische Direktinvestition in Südafrika. 2013 wurde der Name in Barclays Africa Group Limited geändert. Nachdem Barclays seine Beteiligung 2018 auf unter 15 % der Anteile abgebaut hatte, firmierte die Gruppe wieder in Absa Group um. Barclays ist weiterhin der größte Einzelaktionär der Gesellschaft.